# Église baptiste évangélique en Angola
L’Église baptiste évangélique en Angola (portugais : Igreja Baptista Evangélica em Angola) est une association chrétienne évangélique d'églises baptistes en Angola. Elle est affiliée à l’Alliance baptiste mondiale. Son siège est situé à Luanda. 

## Histoire
L’Union a ses origines dans une mission britannique de la Société missionnaire baptiste et la fondation d’une église en 1878 à Mbanza-Kongo . Elle est officiellement fondée en 1977 . En 2008, elle a été reconnue partenaire social de l’État par le gouvernement en raison de ses actions dans les domaines de l'éducation et de la santé . Selon un recensement de l’association, en 2023 elle disait avoir 415 églises et 174,218 membres.

## Écoles
Elle compte 34 écoles affiliées .

## Services de santé
Elle compte un centre ophtalmologique à Mbanza-Kongo .